# Данска на Европском првенству у атлетици у дворани 2015.
Данска је учествовала на 33. Европском првенству у дворани 2015 одржаном у Прагу, Чешка, од 5. до 8. марта. Ово је било двадест седмо Европско првенство у дворани од 1972. године када је Данска први пут учествовала. Репрезентацију Данске представљало је 12 спортиста ( 9 мушкарца и 3 жене) који су се такмичили у 11 дисциплина (8 мушких и 3 женске.
На овом првенству представници Данске нису освојили ниједну медаљу, нити су имали такмичара у финалу. Постигнут је 1 национални и 3 лична рекорда.

## Учесници
| Бр. | Дисциплина   | Мушкарци                                  | Жене           | Укупно |
| --- | ------------ | ----------------------------------------- | -------------- | ------ |
| 1.  | 60 м         | Мортен Мадсен                             |                | 1      |
| 2.  | 400 м        | Ник Екелунд-Аренандер Бенјамин Лобо Ведел | Сара Петерсен  | 3      |
| 3.  | 800 м        | Ник Јенсен                                | Стине Трест    | 2      |
| 4.  | 1.500 м      | Андреас Буено                             |                | 1      |
| 5.  | 3.000 м      | Тхајс Најхојс                             |                | 1      |
| 6.  | 60 м препоне | Андреас Мартинсен                         |                | 1      |
| 7.  | Скок мотком  | Микел Нилсен                              |                | 1      |
| 8.  | Скок удаљ    | Бенјамин Габријелсен                      |                | 1      |
| 9.  | Бацање кугле |                                           | Трине Мулбјерг | 1      |
|     | Укупно (9)   | 9                                         | 3              | 12     |

## Резултати

### Мушкарци
| Атлетичар             | Дисциплина   | Лични рекорд | Квалификације | Квалификације | Полуфинале            | Полуфинале            | Финале                | Финале               | Детаљи |
| Атлетичар             | Дисциплина   | Лични рекорд | Резултат      | Место         | Резултат              | Место                 | Резултат              | Место                | Детаљи |
| --------------------- | ------------ | ------------ | ------------- | ------------- | --------------------- | --------------------- | --------------------- | -------------------- | ------ |
| Мортен Мадсен         | 60 м         | 6,71         | 6,69 ЛР       | 5. у гр. 5 кв | 9,47                  | 9. у пф. 1            | Није се квалификовао  | 24 / 36 (37)         |        |
| Ник Екелунд-Аренандер | 400 м        | 46,13 НР     | 47,69         | 5. у гр. 1    | Нису се квалификовали | Нису се квалификовали | Нису се квалификовали | 22 /32 (33)          |        |
| Бенјамин Лобо Ведел   | 400 м        | 47,47        | 48,44         | 5. у гр. 3    | Нису се квалификовали | Нису се квалификовали | Нису се квалификовали | 27 /32 (33)          |        |
| Ник Јенсен            | 800 м        | 1:49,79      | 1:49,64 ЛР    | 2. у гр. 3 КВ | 1:54,04               | 6. у пф. 2            | Није се квалификовао  | 16 / 40              |        |
| Андреас Буено         | 1.500 м      | 3:42,78      | 3:43,79       | 4 у гр. 2     |                       |                       | Није се квалификовао  | 10 / 28              |        |
| Тхајс Најхојс         | 3.000 м      | 8:02,35      | 8:04,97       | 2. у гр. 3 КВ | Није се квалификовао  | 20 / 25               |                       |                      |        |
| Андреас Мартинсен     | 60 м препоне | 7,83         | 7,83 =ЛР      | 3. у гр. 1 КВ | 7,73 НР               | 7. у пф. 1            | Није се квалификовао  | 13 / 27 (28)         |        |
| Микел Нилсен          | скок мотком  | 5,45         | БП            | БП            |                       |                       | Није се квалификовао  | Није се квалификовао |        |
| Бенјамин Габријелсен  | скок удаљ    | 7,70         | 7,62          | 16.           | Није се квалификовао  | 16 /23 (24)           |                       |                      |        |

### Жене
| Атлетичарка    | Дисциплина   | Лични рекорд | Квалификације | Квалификације | Полуфинале | Полуфинале | Финале                | Финале       | Детаљи         |
| Атлетичарка    | Дисциплина   | Лични рекорд | Резултат      | Место         | Резултат   | Место      | Резултат              | Место        | Детаљи         |
| -------------- | ------------ | ------------ | ------------- | ------------- | ---------- | ---------- | --------------------- | ------------ | -------------- |
| Сара Петерсен  | 400 м        | 52,83 НР     | 53.29         | 3. у гр. 4 кв | 53,82      | 5. и пф. 1 | Није се квалификовала | 11 / 28      | [ мртва веза ] |
| Стине Трест    | 800 м        | 2:03,93      | 2:04,30       | 3. у гр. 4 кв | 2:10,25    | 5. у пф. 2 | Није се квалификовала | 10 / 18 (20) |                |
| Трине Мулбјерг | Бацање кугле | 16,76 НР     | 15,95         | 12            |            |            | Није се квалификовала | 12 / 14 (15) |                |